# Selly Gräfenberg
Selly Gräfenberg, auch Sally Gräfenberg (geboren am 12. Januar 1863 in Adelebsen bei Göttingen; gestorben am 17. August 1921 in Frankfurt am Main) war ein deutscher Pädagoge, Gymnasiallehrer, Dozent und Universitätsprofessor, Neuphilologe (Anglist und Romanist), Schul- und Sachbuchautor.

## Familie
Er war das erste Kind bzw. der erste Sohn des in Adelebsen ansässigen Kaufmanns Salomon Gräfenberg (geboren am 27. September 1834 in Adelebsen; gestorben am 23. März 1918 in Göttingen) und dessen (erster) Ehefrau Friederike (geboren am 15. November 1843 in Adelebsen; gestorben am 25. Februar 1869 ebda.), geborene Eichenberg. Er hatte drei jüngere Geschwister, zwei Brüder und eine Schwester, alle geboren in Adelebsen: Max (* 27. April 1864), Adolf (* 30. Juli 1866) und Ida (* 4. April 1868). Im Alter von sechs Jahren wurde er Halbwaise, als seine Mutter im Alter von 25 Jahren verstarb.
Sein Vater, ab dem Todesjahr seiner ersten Frau bis 1882 Vorsteher der jüdischen Gemeinde in Adelebsen und von 1889 bis 1893 Mitglied im Bürgervorstehercollegium des Ortes, heiratete daher am 12. Juli 1870 erneut. Aus dieser zweiten Ehe mit Minna (geboren am 13. August 1845 in Adelebsen; gestorben am 13. Juni 1910 in Göttingen), geborene Eichenberg, gingen weitere Kinder hervor, Sellys Halbgeschwister, alle geboren in Adelebsen: Oskar (geboren am 10. April 1872; gestorben am 21. Mai 1905 in Berlin), Paul (geboren am 11. Oktober 1873; gestorben am 12. Juni 1878 ebda.), Cora (geboren am 8. Februar 1875; gestorben am 13. September 1904 in Geseke), Martha (geboren am 10. Juli 1876; ermordet nach dem 6. Dezember 1941 im Ghetto Riga, Lager Jungfernhof, Reichskommissariat Ostland), Hans (geboren am 10. November 1877; gestorben am 27. Januar 1957), Ernst (geboren am 26. September 1881; gestorben am 28. Oktober 1957 in New York City, New York, USA), Gertrud (geboren am 18. Juni 1883; ermordet am 28. Mai 1943 im Vernichtungslager Sobibór, Generalgouvernement), und Henriette (geboren am 8. August 1890; gestorben am 21. Februar 1892).
Der 28-jährige Selly Gräfenberg heiratete am 30. März 1891 in Bleicherode die 24-jährige Olga Gistel Helft (geboren am 9. Januar 1867 in Bleicherode, Grafschaft Hohenstein, Provinz Sachsen, Preußen; ermordet nach dem 10. Oktober 1942 im Vernichtungslager Auschwitz-Birkenau, Generalgouvernement), die Tochter des Fabrikanten Carl Jacob Helft (geboren am 24. September 1835 in Derenburg, Königreich Westphalen; gestorben am 24. Januar 1898 ebda.) und dessen Ehefrau Rosalie (geboren am 12. Dezember 1841 in Bleicherode; gestorben am 16. September 1926 ebda.), geb. Schönheim. Aus der Ehe gingen drei Kinder hervor, zwei Mädchen und ein Junge, Frieda (Frida) „Friedel“ (geboren am 12. Juli 1892 in Frankfurt am Main; gestorben am 17. Juni 1967 in Hallandale Beach, Florida, Vereinigte Staaten), Toni Bertha (geboren am 9. Oktober 1895 in Frankfurt am Main; gestorben am 6. April 1989 in Monterey, Monterey County, Kalifornien, Vereinigte Staaten) und Hans Karl (geboren am 2. Februar 1908 in Frankfurt am Main; gestorben am 13. Januar 1919 ebda.).

## Schule und Studium
Nach der Elementarschule in Adelebsen absolvierte Selly Gräfenberg ab Michaelis (29. September) 1872 das Realgymnasium in Göttingen, das er Ostern 1881 als Extraneer (Externer) mit dem Zeugnis der Reife verließ, um an der Georg-Augusts-Universität zu Göttingen (zeitgenöss. Bezeichnung) Neue Sprachen zu studieren, beispielsweise bei dem Literaturhistoriker Karl Goedeke, dem Historiker August von Kluckhohn und dem Philologen Arthur Sampson Napier (1853–1916). Im November 1884 promovierte er bei dem Anglisten und Romanisten Karl Vollmöller zum Doctor philosophiae (Dr. phil.). Seine Dissertation titelte: Beiträge zur französischen Syntax des XVI. Jahrhunderts.

## Wirken

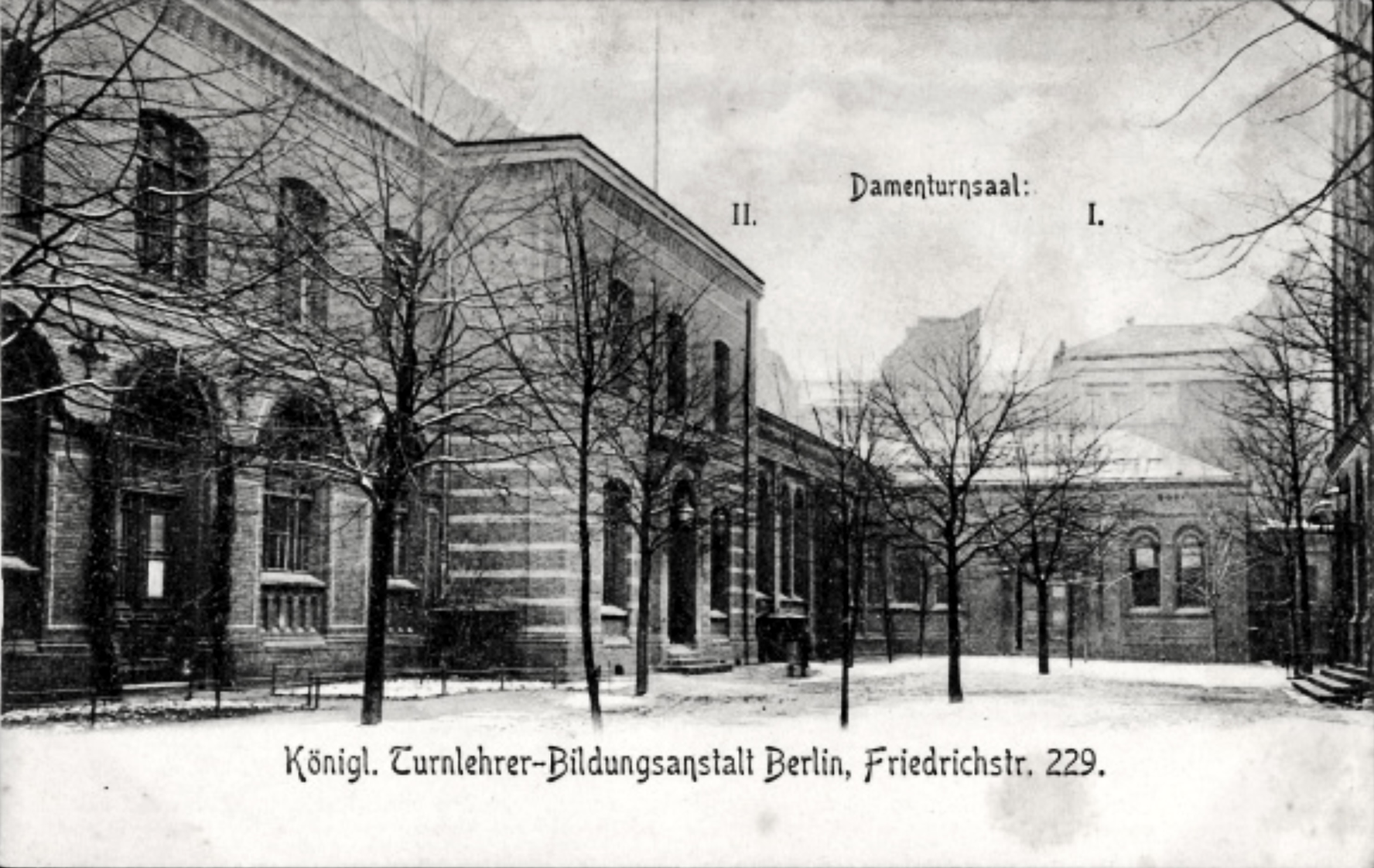
An der Königl. Turnlehrer-Bildungsanstalt in Berlin ließ sich Gräfenberg 1890/91 schulen

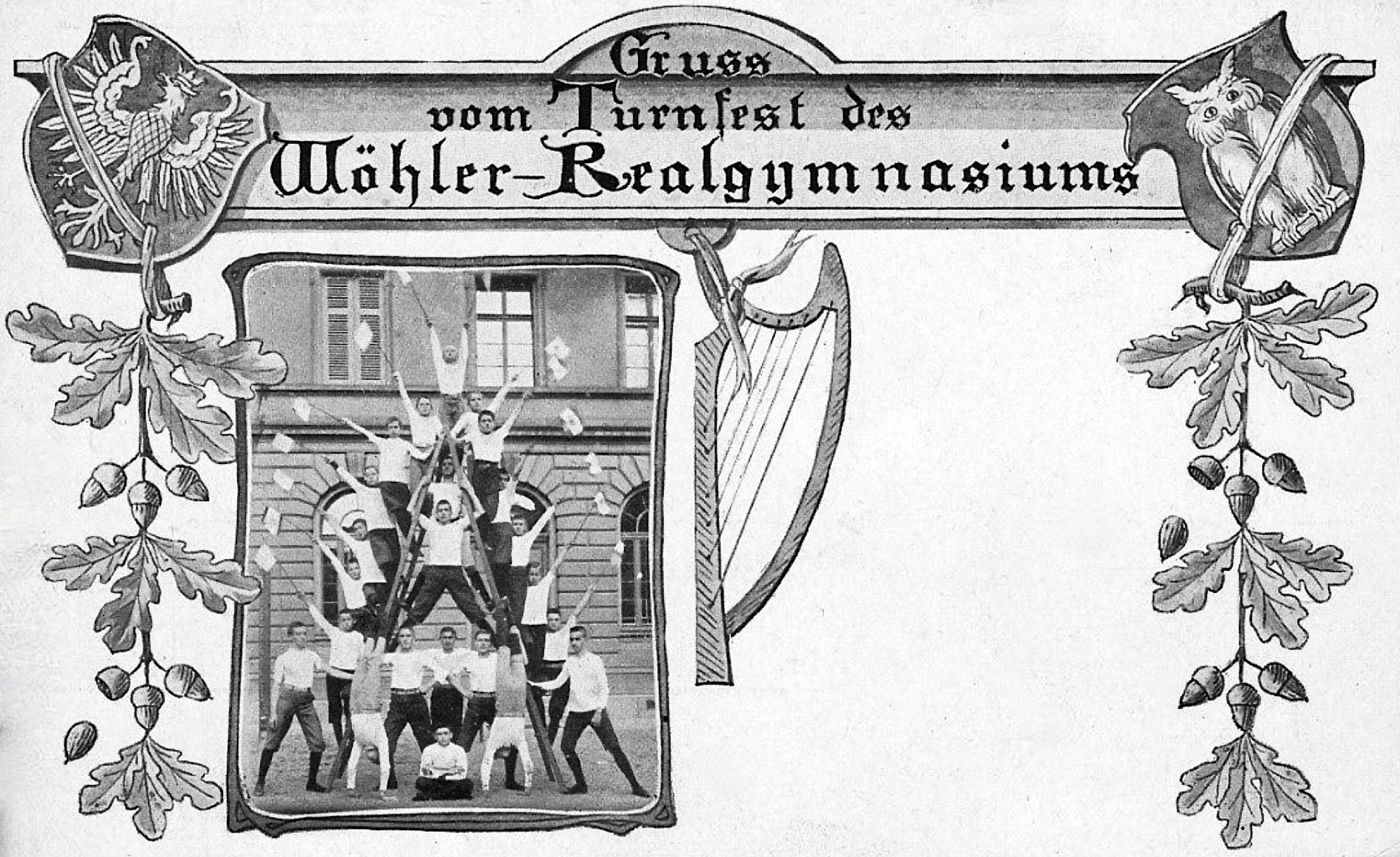
Am Frankfurter Wöhler-Realgymnasium unterrichtete Gräfenberg von 1898 bis 1903

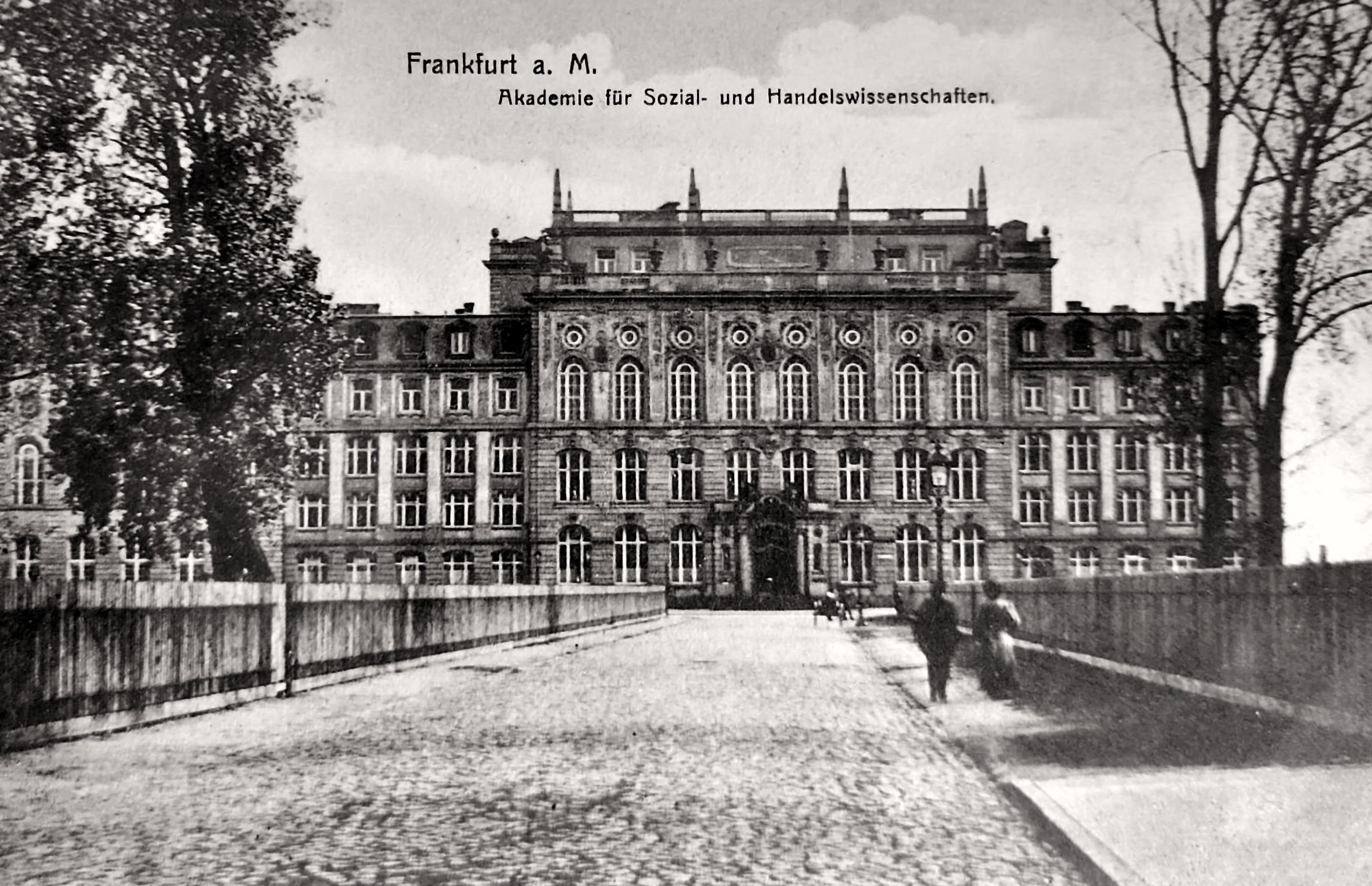
Von ihrer Gründung 1906 bis 1914 lehrte Gräfenberg an Frankfurts Akademie für Sozial- und Handelswissenschaften

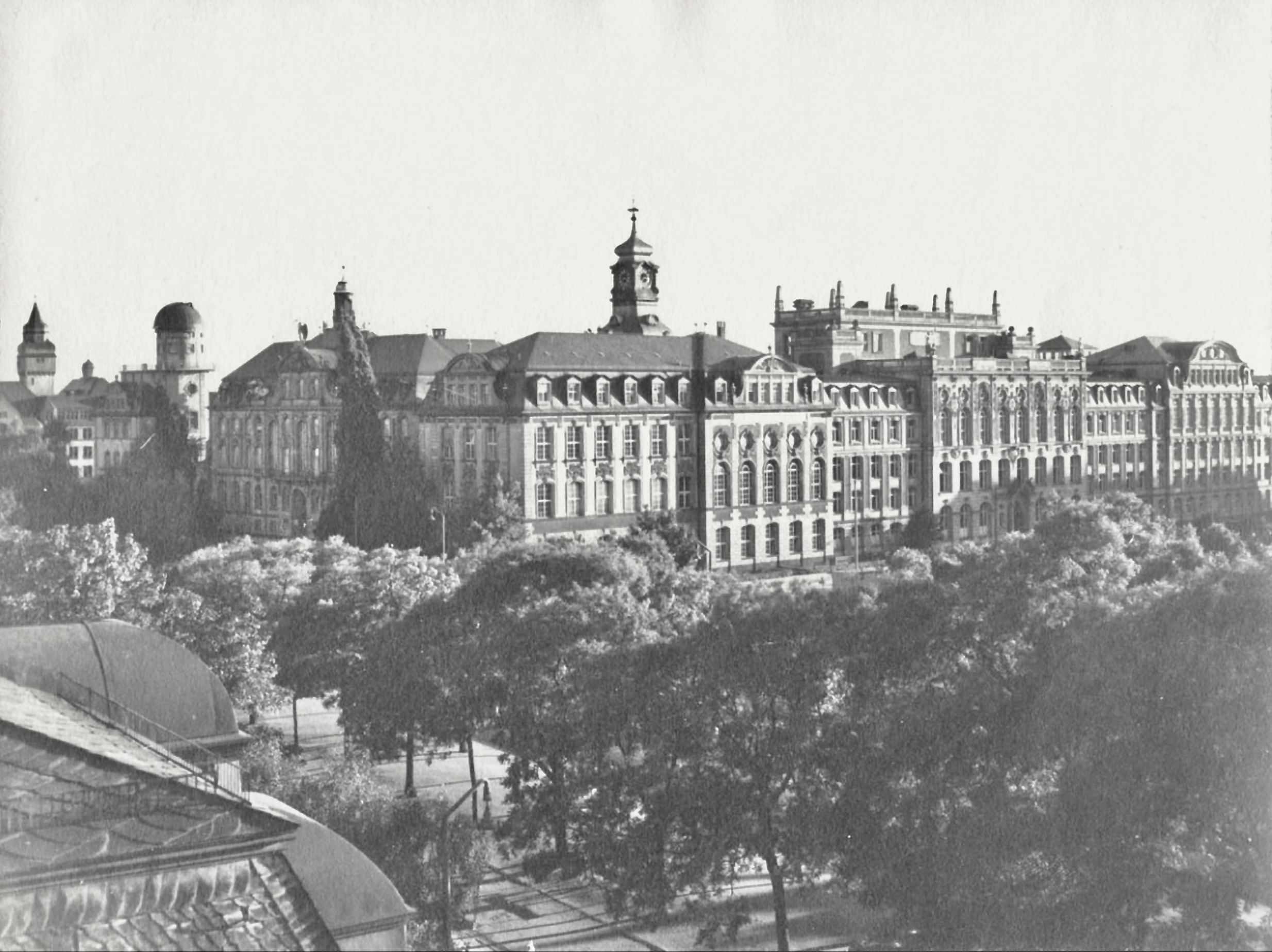
Von ihrer Gründung 1914 bis 1921 lehrte Gräfenberg an der Universität Frankfurt am Main

Im November 1885 bestand er die facultas docendi (Lehramtsprüfung) für die Schulfächer Deutsch, Französisch und Englisch, zu einem späteren Zeitpunkt auch die Lehrbefähigung für die philosophische Propädeutik. Ab dem Ende des Jahres 1885 bereiste er jedoch zunächst Frankreich und Spanien, später das Vereinigte Königreich, um sich dort mit dem nativen Sprachgebrauch vertraut zu machen. Danach absolvierte er als Einjährig-Freiwilliger seinen Wehrdienst.
Ab 1889 wurde er für ein Jahr als „Schulamtsprobekandidat“ (cand. prob.) und danach als „wissenschaftlicher Hülfslehrer“ am Philanthropin in Frankfurt am Main, zu dieser Zeit an der Rechneigrabenstraße, unter Hermann Baerwald beschäftigt. Der zu dieser Zeit in der Schwanenstraße 6III. (Gebäude nicht erhalten) im Fischerfeldviertel zur Untermiete wohnende Gräfenberg unterrichtete Deutsch, Englisch, Französisch und Spanisch, als Junglehrer aber auch Turnen. Dafür hatte er von Oktober 1890 bis März 1891 an der 1877 gegründeten Kgl. Turnlehrer-Bildungs-Anstalt in Berlins Friedrichstrasse 229 und auf dem Turnplatz in der Hasenheide unter „Unterrichtsdirigent“ Carl Philipp Euler das Befähigungszeugnis für den Turnunterricht erworben.
Nach neun Jahren Lehrtätigkeit am Philanthropin wurde er 1898 zum Wöhler-Realgymnasium in Frankfurts Westend, Ecke Lessingstraße/Guiollettstraße, berufen.
Als die Handelsabteilung des Wöhler-Realgymnasiums Ostern 1903 organisatorisch und räumlich ausgegliedert wurde, trat er als Oberlehrer an die in diesem Jahr eröffnete Städtische Handelslehranstalt (einschließlich Handels-Realschule) zu Frankfurt am Main über, später: Merton-Realschule.
Ab 1906 wirkte er als Dozent an der Akademie für Sozial- und Handelswissenschaften in Frankfurt am Main. 1907 wurde ihm der Charakter eines Professors verliehen. Durch Spenden an den vom Central-Verein deutscher Staatsbürger jüdischen Glaubens initiierten Fond für die Reichstagswahl 1912 unterstützte er den politischen Kampf gegen den Antisemitismus.
Direkt nach der Eröffnung der Königlichen Universität zu Frankfurt am Main erhielt er zum Wintersemester 1914/15 einen Lehrauftrag an deren Philosophischer Fakultät, den er bis einschließlich des Sommersemesters 1921 wahrnahm. Für die renommierte Frankfurter Zeitung verfasste er über Jahre Artikel für deren Feuilleton.
Ab Dezember 1914 wurde er zudem seitens des Königlichen Provinzialschulkollegiums und des Preußischen Ministers für Handel und Gewerbe damit betraut, die „Führung der Direktorialgeschäfte an der Handelsrealschule“ und „die Geschäfte des Kgl. Kommissars“ bei der Reifeprüfung wahrzunehmen.
Im Jüdisch-Liberalen Jugendverein Frankfurt a. M. hielt er Vorträge, beispielsweise zum Thema Juden in Spanien, während seine Ehefrau Olga im September 1921 beispielsweise zugunsten der Jüdischen Frauenvereinigung e. V. zu Frankfurt am Main spendete.
Selly Gräfenberg, zuletzt (seit März 1903) in der Hölderlin-Str. 20I. (Gebäude nicht erhalten) im Frankfurter Ostend in Zoo-Nähe wohnend, verstarb im Alter von 58 Jahren und wurde am 19. August 1921 auf dem Alten Jüdischen Friedhof in Frankfurts Rat-Beil-Straße beigesetzt. Der recht neue Grabstein, offensichtlich in jüngerer Zeit gesetzt, trägt neben seinem Namen auch den seines im Kindesalter verstorbenen einzigen Sohnes Hans Karl. Da seine Ehefrau im Vernichtungslager Auschwitz-Birkenau umkam, fehlt ihr Name auf dem Grabstein. Seine beiden Töchter Frieda und Toni Bertha verstarben nach NS-bedingter Emigration 1967 und 1989 in den Vereinigten Staaten.

## Mitgliedschaften und Funktionen (Auszug)
- Mitglied der Achawa, Verein zur Unterstützung hilfsbedürftiger israelitischer Lehrer, Lehrer-Witwen und -Waisen in Deutschland[53]
- Vorstandsmitglied im Freisinnigen Verein für jüdisches Gemeindeleben Frankfurt a. M.[54][55]
- Ausschussmitglied der israelitischen Gemeinde Frankfurt a. M.[56]

## Werke (Auszug)
- Beiträge zur französischen Syntax des XVI. Jahrhunderts. Inaugural-Dissertation zur Erlangung der philosophischen Doctorwürde an der Georg-Augusts-Universität zu Göttingen von Selly Gräfenberg aus Adelebsen. Druck der Dietrich’schen Universitäts-Buchdruckerei W. Fr. Kaestner, Göttingen 1884[32]
- Praktisches Lehrbuch der spanischen Sprache. C. Jügel, Frankfurt am Main 1892
- Don Juan Manuel, El Libro del Caballero y del Escudero, 1893
- Spanisches Lesebuch für höhere Handels- und Realschulen. C. Jügel, Frankfurt am Main 1899
- Lehrbuch der englischen Sprache für Handels- und Berufsschulen. Otto Nemnich, Wiesbaden 1899
- mit Antonio paz z Mélia (1842–1927): Spanisch. Brieflicher Sprach- und Sprech-Unterricht für das Selbststudium Erwachsener. Langenscheid, Schöneberg 1902
- Spanisch Metoula-Sprachführer. Eine verkürzte Methode Toussaint-Langenscheidt. Langenscheid, Schöneberg 1912
- Espagnol. Langenscheid, Schöneberg 1919[57]
- mit Friedrich Funck: Friedrich Funcks Lehrbuch der spanischen Sprache. 1. Praktischer Teil mit einem Wörterverzeichnis für den Schul- und Selbstunterricht. O. Holtze’s Nachfahren, Leipzig 1922.
- mit Friedrich Funck: Friedrich Funcks Lehrbuch der spanischen Sprache. 2. Grammatisch-stilistischer Teil : mit Tafeln der regelmäßigen und unregelmäßigen Zeitwörter. O. Holtze’s Nachfahren, Leipzig 1922.
- mit Wilhelm Zirkel: Ausgewählte spanische Literatur zur Einführung in Spaniens Handel und Wirtschaft, Geschichte, Erdkunde, Naturkunde und Schöne Literatur. Ein Lesebuch für höhere Handels- und Realschulen. O. Holtze’s Nachfahren, Leipzig 1924[58]
- mit Arthur Cliffe: Elementarbuch der englischen Sprache für Handels- und kaufmännische Fortbildungsschulen. Gronau, Leipzig 1929[59]
- mit Theodor Heinermann: Praktisches Lehrbuch der spanischen Sprache für den Schul- und Selbstunterricht. O. Holtze’s Nachfahren, Leipzig 1930[60]